# Canale Charleroi-Bruxelles
Il canale Charleroi-Bruxelles è un canale belga di Classe IV su larga scala, accessibile ai convogli di 1.350 tonnellate. Lungo 47,9 km per la sua parte vallone, collega Bruxelles a Charleroi e fa parte di un asse nord-sud che collega il porto di Anversa, attraverso il canale marittimo da Bruxelles alla Schelda, da una parte la valle della Sambre (Charleroi, Namur, Liegi), e dall'altro lato a Mons e nel nord della Francia (Lilla, Dunkerque) attraverso il Canal du Centre e l'ascensore di Strépy-Thieu. Questo canale e la sua storia sono stati studiati e descritti in particolare dall'ingegnere André Sterling.
L'opera più notevole è il piano inclinato di Ronquières.

## Storia

### Primi progetti
Fu sotto il regno di Filippo il Buono, Duca di Borgogna (1396-1467), che per la prima volta venne menzionato lo sviluppo di un corso d'acqua che serviva le città hennuyères. Un editto del 1436 autorizzava il recupero e l'approfondimento della Senne. Il progetto fu troppo costoso. Durante il XVI e XVII secolo nacquero i progetti del canale: Carlo V (1500-1558) e suo figlio Filippo II Re di Spagna (1527-1598) autorizzarono la costruzione del canale con il primo vero progetto che collegava il canale di Willebroek (1561) a Charleroi. Progetto senza futuro. La saga francese del Canale di Charleroi a Bruxelles si concluse con le idee di Bonaparte sul progetto, turbato da tutte le forze che si concentravano su una politica estera espansionistica.

### Primo canale
È la rotta economica del carbone che sotto il regno di Guglielmo I d'Orange (1772-1843) stava finalmente per precipitare e concretizzare il tutto. A.J. Barthélemy, membro della Seconda Camera degli Stati Generali e Consigliere della Reggenza a Bruxelles, doveva occuparsi del progetto. Stava già pensando di usare dei piani inclinati invece delle chiuse, che all'epoca erano più costose. (1753-1838) ha difeso la sua idea, ma alla fine le finanze hanno avuto l'ultima parola e la scelta delle chiuse è stata mantenuta. L'ingegnere Jean-Baptiste Vifquain era responsabile del progetto. Si è iniziato con un canale di misurazione di 70 tonnellate. Questa scelta, dettata dalle difficoltà di approvvigionamento idrico, ha permesso di ridurre il suo consumo. Il carbone veniva trasportato da chiatte chiamate "baquets de Charleroi " o "sabots", le cui dimensioni (19 m di lunghezza e 2,6 m di larghezza) erano adattate alle dimensioni ridotte del canale. Lungo 74,2 km, questo primo canale, scavato con badile e piccone, è stato messo in servizio nel 1832. Ha permesso di passare da Charleroi a Bruxelles in 3 o 4 giorni. È stato necessario costruire 55 chiuse. La traversata dello spartiacque è stata effettuata dal tunnel dei Beaten Refaite, lungo 1.267 me largo 4 m, tra Seneffe e Godarville. Dal 1854 al 1857, il primo lavoro per creare una "grande sezione" (= sezione media oggi) di 300 tonnellate su alcune sezioni stava andando bene.

### Secondo canale
Nel 1885, lo spartiacque fu attraversato da un nuovo tunnel, quello di Godarville, lungo 1 050 m. Nel 1897, la chiusa della porta delle Fiandre (Bruxelles) passò da 600 a 800 tonnellate. Tutte le chiuse di questo modello a valle di Clabecq dovevano essere progettate con una capacità di 1 350 tonnellate. Il lavoro progredì lentamente e non terminò fino al 1933.

### Terzo canale
Sotto la pressione degli industriali dell'Hainaut, che hanno dovuto affrontare la concorrenza dell'industria di Liegi, l'ultima grande revisione (1948-1968) è stata proiettata nel 1947. Il risultato è il percorso attuale fino al modello europeo di 1.350 tonnellate con il piano inclinato di Ronquières. Questo gigantesco lavoro di ingegneria civile si trova a monte della chiusa n° 5 di Ittre. Questa chiusa ha una caduta media di circa 13,33 m, una delle più grandi in Belgio. Il canale segue, tra gli altri, le valli della Sennette e della Senne. Attraversa lo spartiacque vicino alla Grande Fossa di Godarville.

### Piano di modernizzazione (2011)
Nell'ambito della realizzazione del legame Seine-Escaut, tra il canale e il Reno dovrebbe essere anche modernizzato e portato, tra Pommeroeul e Namur, un gabarit di 110 m x 11,5 m. Di conseguenza, le tre chiuse sul pendio della Sambre dovrebbero essere ricostruite. Per non interrompere il traffico per un lungo periodo, nuove chiuse di 112,50 m x 12,25 m saranno costruite accanto a quelle vecchie.